# José Chacón
Chacón  Díaz est un nom espagnol. Le premier nom de famille, en général paternel, est Chacón ; le second, en général maternel, souvent omis, est Díaz.
José Isidro Chacón Díaz, né le 27 janvier 1977, est un coureur cycliste vénézuélien.

## Biographie
José Chacón a notamment été champion du Venezuela du contre-la-montre (2000, 2003 et 2004) et sur route (2004), et vainqueur du Tour du Venezuela (2001, 2003 et 2005). Il a également remporté 9 étapes du Tour du Táchira (dont deux contre-la-montre par équipes), a terminé 7 fois dans les dix premiers du classement général, mais n'est jamais parvenu à le remporter. 

## Palmarès
- 2000
  -  Champion du Venezuela du contre-la-montre
  - 2e étape du Tour du Táchira
  - 2e étape du Tour du Venezuela
  - 2e du championnat du Venezuela sur route
- 2001
  - 7e étape du Tour du Táchira
  - Tour du Venezuela :
    - Classement général
    - 9e et 10ea étapes
- 2002
  -  Médaillé d'or de la course en ligne aux Jeux d'Amérique centrale et des Caraïbes
  -  Médaillé d'argent du contre-la-montre aux Jeux d'Amérique centrale et des Caraïbes
  - 3e et 12e étapes du Tour du Táchira
  - 5e étape du Tour du Venezuela
  - 2e du championnat du Venezuela du contre-la-montre
- 2003
  -  Champion du Venezuela du contre-la-montre
  - Tour du Venezuela
    - Classement général
    - 5ea (contre-la-montre) et 10e étapes

  - 5e étape du Tour du Zulia
- 2004
  -  Champion du Venezuela sur route
  -  Champion du Venezuela du contre-la-montre
  -  Médaillé d'or du contre-la-montre aux championnats panaméricains
  - 9e étape du Tour du Táchira
  - 4e étape du Tour du Venezuela
  - 2e du Tour de Cuba
- 2005
  - 3e étape de la Vuelta al Estado Portugesa
  - 8e étape du Tour du Táchira
  - Classement général du Tour du Venezuela
  - 2e du Tour du Táchira
- 2006
  - 1re étape de la Classique de l'anniversaire de la fédération vénézuélienne de cyclisme
  -  Médaillé d'argent du contre-la-montre aux Jeux d'Amérique centrale et des Caraïbes
  - 3e du Tour du Venezuela
- 2007
  - 2e étape du Tour du Táchira (contre-la-montre par équipes)
  - 9e étape du Tour du Venezuela
- 2008
  - 12e étape du Tour du Táchira
- 2009
  - 3e étape du Tour d'Aragua
  - 3e du Tour du Venezuela
- 2010
  - 1re étape du Tour du Táchira (contre-la-montre par équipes)
  - 6e étape du Tour du Venezuela
  - 2ea étape[1] et 2eb étape (contre-la-montre par équipes)[2] du Tour de Guadeloupe
  -  Médaillé d'argent du contre-la-montre aux Jeux d'Amérique centrale et des Caraïbes
  - 2e du championnat du Venezuela du contre-la-montre
- 2011
  -  Champion du Venezuela du contre-la-montre
  - 8e étape du Tour du Táchira
  - 8ea étape du Tour du Venezuela (contre-la-montre)[3]
- 2012
  - 2e du championnat du Venezuela du contre-la-montre
- 2013
  - 8eb étape du Tour cycliste international de la Guadeloupe
  - 2e du Tour du Táchira
  - 2e du Tour de Guadeloupe
- 2016
  - 3e du Tour de Guadeloupe

## Classements mondiaux
| Année            | 2005 | 2006 | 2007 | 2008 | 2009 | 2010 | 2011 | 2012 | 2013 | 2014 |
| ---------------- | ---- | ---- | ---- | ---- | ---- | ---- | ---- | ---- | ---- | ---- |
| UCI America Tour | 10e  | 101e | 116e | 50e  | 107e | 32e  | 28e  | 120e | 40e  | 427e |
| UCI Europe Tour  |      |      |      |      |      |      |      |      | 314e |      |